# Language Learning (rivista)
Language Learning (italiano: Apprendimento delle lingue) è una rivista accademica a revisione paritaria pubblicata trimestralmente da Wiley-Blackwell per conto del Language Learning Research Club dell'Università del Michigan. Il caporedattore è Nick C. Ellis University del Michigan . 
La rivista copre la ricerca su "questioni teoriche fondamentali nell'apprendimento delle lingue come acquisizione di lingue secondarie, educazione linguistica, bilinguismo, alfabetizzazione, rappresentazione linguistica nella mente e nel cervello, cultura, cognizione, pragmatica e relazioni intergruppo". Negli anni 2000 sono stati implementati due supplementi annuali, il Best of Language Learning Series e il Language Learning Monograph Series. È anche pubblicata in associazione con una monografia biennale, la serie di apprendimento cognitivo-cognitivo Neurosciences Series. 
Secondo il Journal Citation Reports, la rivista ha un fattore di impatto del 2011 di 1.218, classificandosi 26º su 161 riviste nella categoria "Linguistica" e 42° su 203 nella categoria "Istruzione e ricerca educativa".

## Redazione
- Direttore generale: Nick Ellis
- Redattore ufficiale: Pavel Trofimovich
- Redattore associato del giornale: Emma Marsden
- Editore associato: Kara Morgan-Short
- Redattore associato del giornale: Scott Crossley
- Redattore di temi tematici speciali e redattore di riviste associate: Judit Kormos
- Currents in Language Learning Series Editor e redattore generale associato: Lourdes Ortega
- LL Cognitive Neuroscience Series Editor: Guillaume Thierry
- Direttore esecutivo: Scott Jarvis
- Direttore esecutivo associato: Jeff Connor-Linton